# Яндаров, Андарбек Дудаевич
Андарбе́к Дуда́евич Янда́ров (27 августа 1937 года, Урус-Мартан, Чечено-Ингушская АССР, РСФСР, СССР — 13 мая 2011 года, Москва, Россия) — чеченский учёный, общественный и политический деятель, профессор, доктор философских наук, заместитель председателя Верховного Совета Чечено-Ингушской АССР. Потомок известного чеченского шейха Солса-Хаджи Яндарова.

## Биография
Родился 27 августа 1937 года в Урус-Мартане. В 1944 году был депортирован. В 1954 году окончил среднюю школу в Алма-Ате и поступил в Казахский государственный университет.
Окончил юридический факультет Казахского государственного университета. В 1961—1964 годах учился в аспирантуре Казахского университета на кафедре философии. Защитил диссертацию по истории общественной мысли и философии Чечено-Ингушетии и получил учёную степень кандидата философских наук.
После окончания аспирантуры до 1976 года заведовал кафедрой философии Института иностранных языков в Алма-Ате. В 1986 году защитил докторскую диссертацию по теме «Развитие философской и общественно-политической мысли Чечено-Ингушетии в XIX — начале XX века». В 1966—1976 года работал заведующим кафедрой Алма-Атинском педагогическом институте иностранных языков. В 1976—1988 годах заведовал кафедрой философии Алма-Атинского медицинского института.
В 1989—1991 годах был секретарём Чечено-Ингушского обкома КПСС по вопросам идеологии. В 1988—1998 годах заведовал кафедрой философии Чеченского государственного университета. С 1990 года по сентябрь 1991 года был народным депутатом Чечено-Ингушетии, заместителем председателя Верховного Совета Чечено-Ингушской АССР.
В 1992 году был назначен министром образования Чеченской Республики в администрации Джохара Дудаева.
В 1995 году был избран первым сопредседателем национально-культурного общества ингушей и чеченцев Казахстана — Ассоциации «Вайнах». Оставался на этой должности до 1997 года.
В 1999—2003 годах работал преподавателем философии в Академии сельского хозяйства им. С. К. Тимирязева. С 2003 года был главным специалистом информационно-аналитического отдела Постоянного представительства Чеченской Республики при Президенте Российской Федерации в Москве.
Погиб в Москве в автомобильной аварии 13 мая 2011 года.